# Eduardo Perrone
Eduardo Perrone (San Miguel de Tucumán, 12 de abril de 1940 - ibíd. 18 de julio de 2009) fue un escritor argentino. Autor de Preso común (1973), Visita, francesa y completo (1975), Días para reír, días para llorar (1976), Los pájaros van a morir a Buenos Aires (1984) y La jauría (1984).

## Historia
Antonio Eduardo Perrone, "Buby", nació en Tucumán el 12 de abril de 1940, en la estación de trenes de Villa Muñecas donde sería criado por su familia. Nieto de un empleado ferroviario, ya de adulto trabajó, entre otras cosas, como comerciante. En marzo de 1969 —junto a un grupo de amigos— entre los 28 y los 31 años fue privado de su libertad, imputado por una violación colectiva que no existió, en una causa armada por un sector de la Policía y la Justicia para desviar la atención de un hecho de gatillo fácil. Transitó por diferentes unidades de detención de la provincia de Tucumán, entre ellas la cárcel de Villa Urquiza, hasta que fue finalmente absuelto por la justicia provincial.
Aquellos hechos fueron el argumento central de su primera novela Preso común publicada por la célebre Editorial de la Flor en mayo de 1973. Rápidamente se convirtió en best seller y agotó seis ediciones en los años '70.
Luego de la notoriedad que le confiere la publicación de su primer libro, consigue editar Visita, francesa y completa un año más tarde. Proscripto por la dictadura por calificar su obra de subversiva, se va a vivir un tiempo a Buenos Aires. Allí siguió escribiendo y dio a conocer varios libros más, hasta que finalmente volvió a Tucumán. Los últimos años del mítico escritor son de penuria e indigencia, vive en un vagón abandonado en calle Bernabé Aráoz casi Crisóstomo Álvarez. Eduardo Buby Perrone es encontrado sin vida al costado de las vías de su vagón en un crudo invierno el 18 de julio de 2009.
La proscripción de la dictadura militar hará que los libros de Perrone dejan de circular. Hasta ser reeditados clandestinamente por la editorial cartonera: el CRUCE cartonero, entre 2011 y 2013, publicando sus dos primeras obras en ediciones cartoneras. Años más tarde la editorial independiente Falta Envido Ediciones publica sus primeros cuatro títulos en ediciones que buscaron inspirar en estética y espíritu a las primeras ediciones de la Flor y de Galerna de Buenos Aires.